# Tutti in campo con Lotti
(Frase portafortuna di Lotti.)
Tutti in campo con Lotti (あした天気になあれ?, Ashita tenki ni naare, lett. "Speriamo che domani sia sereno") è un anime giapponese prodotto nel 1984, diretto da Hiroyoshi Mitsunobu ed ispirato all'omonimo manga di Tetsuya Chiba che ha per protagonista Lotti (Taiyo Mukai nella versione originale), un giovane giocatore di golf.
In Giappone i 47 episodi di cui si compone la serie sono stati trasmessi fra l'ottobre del 1984 ed il settembre del 1985, mentre in Italia l'anime è stato trasmesso da Italia 1 a partire dal luglio 1988 e riproposto fino agli anni novanta, in replica da Italia Teen Television dal maggio 2004.

## Trama

Il protagonista Lotti

### Episodi 1-4
Lotti è un adolescente giapponese dall'animo gentile ed un po' ingenuo, ma che vive una situazione familiare non molto serena; suo padre, un camionista, è morto a seguito di un incidente stradale e sua madre, che gestisce un piccolo ristorante, fa molta fatica a provvedere ai fabbisogni di Lotti e dei suoi tre fratelli minori. Lotti, che già svolge dei lavoretti part-time per portare a casa un po' di soldi, vorrebbe lasciare la scuola per dedicarsi interamente al lavoro ed alla famiglia, ma sua madre è fermamente contraria ed insiste perché il figlio arrivi quanto prima a crearsi una solida posizione.
Tra i vari lavori di Lotti c'è anche il servire bibite calde e spuntini a ricchi manager ed uomini d'azienda che la mattina presto si allenano nel locale campo da golf prima di recarsi al lavoro. Un giorno il ragazzo, provocato da dei coetanei bulletti e presuntuosi, accetta una scommessa: riuscire a spedire la pallina ad oltre centotrenta metri di distanza, nonostante non abbia mai giocato a golf prima d'ora. Da quel momento Lotti capisce quale sia il suo vero destino, ovvero giocare a golf, con la speranza di poter anche aiutare la famiglia in futuro grazie ai cospicui premi in denaro dei tornei.
Per sua fortuna il suo talento è stato notato da varie persone, tra cui il signor Gervaso, direttore del club e padre della sua amica e compagna di scuola Taky; anche il signor Kenton, famoso ex campione di golf, nota il suo talento e decide di prenderlo sotto la sua ala protettrice, allenandolo e crescendolo nel golf. Lotti dal canto suo ci mette tutto sé stesso lavorando part time al club per poter avere in cambio la possibilità di allenarsi gratuitamente (la madre non sarebbe riuscita a pagargli una regolare iscrizione). In tutto ciò, viene sempre incoraggiato dalla compagna di scuola Taky, che dimostra molto interesse per lui come giocatore e come persona (anche se solo in modo platonico).
Dopo qualche tempo Kenton propone a Lotti di giocare una partita in coppia contro il signor Orso e sua nipote Pamela. La posta in gioco è una somma di denaro da pagare in caso di sconfitta (che verrebbe messa a disposizione da Kenton), oppure in caso di vittoria un set di mazze da golf ed accessori. Lotti s'impegna al massimo perché si rende conto di avere un’occasione unica per dotarsi di un'attrezzatura completa senza spendere nulla e quindi praticare il golf senza dover pesare sulle ristrette finanze della madre. Dopo un’accanita battaglia in cui gli avversari li ostacolano al limite del regolamento, Lotti e Kenton vincono e guadagnano anche rispetto e stima da parte degli avversari.

### Episodi 5-18
Alcuni giorni dopo, a scuola durante l’intervallo, dei compagni appartenenti al club di golf chiedono a Lotti di entrare in squadra e partecipare con loro ad un torneo tra studenti di vari istituti: alcuni membri della squadra originaria si sono ammalati, quindi hanno bisogno di un buon giocatore per sperare di vincere. Dopo un iniziale rifiuto, Lotti si unisce al gruppo ed inizia a fare da allenatore a tutti per arrivare al torneo al massimo della forma. Quando uno dei ragazzi, Max, mostra di avere difficoltà a coordinare il movimento dello swing, Taky gli suggerisce di usare una “parola magica”. Max sceglie “spaghetti” (il suo piatto preferito) e Lotti approva visto che piacciono anche a lui. Sillabare la parola per scandire le varie fasi dello swing aiuta i ragazzi ad eseguire un movimento perfetto.
Inizia il torneo e Lotti si trova nel gruppo dei migliori giocatori degli altri istituti, tra cui Jessie, Rudy e Reginald, quest’ultimo vincitore del torneo l’anno precedente. L’avvio di Lotti è buono ma purtroppo in seguito perde molti punti a causa di vari problemi, tra cui un calo di forze dovuto alla mancata colazione a cui Taky cerca di porre rimedio portandogli alcuni panini direttamente sul campo. Dopo la pausa per il pranzo rimane invece vittima di un malessere per aver mangiato troppo, che viene risolto da un’erba digestiva datagli dal signor Kenton. Lotti riesce poi a rimontare in modo clamoroso grazie anche al metodo che usa per coordinarsi perfettamente al momento del tiro: la parola “spa-ghet-ti” sillabata durante lo swing diventa per lui una sorta di marchio di fabbrica. Alla fine Lotti riesce a battere Reginald che sportivamente riconosce il valore dell'avversario, dopo averlo considerato un presuntuoso per buona parte della partita.

### Episodi 19-26
Dopo la vittoria, Lotti continua ad allenarsi per migliorare ed un giorno il signor Kenton gli propone una sfida molto particolare: dovrà giocare contro Drake, il responsabile delle ammissioni alla scuola di formazione per giocatori professionisti. Se gli farà una buona impressione verrà iscritto alla prova di ammissione (anche se giovanissimo) e raccomandato come caso speciale. Nel corso della partita Lotti gioca un golf aggressivo per impressionare l’avversario ed alla fine Drake lo raccomanda, anche grazie alla fiducia che nutre per Kenton.
Il giorno del torneo Lotti conosce subito Collins, uno dei ragazzi che giocherà nel suo gruppo. Anche lui sta cercando di essere ammesso alla scuola ed è al quinto tentativo. Gli altri due giocatori con loro sono Buster e Johnny, già studenti semi-professionisti in cerca della promozione al corso da PRO. Fin dall'inizio Buster prende di mira Lotti provocandolo, criticandolo continuamente ed usando stratagemmi poco sportivi per farlo agitare e sbagliare: finge di starnutire o fa cadere le sue mazze al momento del tiro dell’avversario oppure si posiziona in modo che la sua ombra sia sempre in vicinanza della palla. Non per niente viene chiamato "il killer del golf", perché con i suoi modi ha scoraggiato tanti aspiranti studenti della scuola.
Lotti non riesce a resistere e cede alle provocazioni, commette errori e si fa mettere in soggezione, finendo per crollare ad un punteggio di +10 rispetto al par, rischiando di mancare l'obiettivo. Quando Johnny domanda a Buster in privato per quale motivo sia così crudele, lui gli risponde che in realtà è stato Kenton a chiedergli di essere ancora più cattivo del solito, in modo da addestrare il suo pupillo a resistere a qualunque pressione e scorrettezza.
Dopo la crisi iniziale Lotti ritrova la concentrazione, mette in seria difficoltà l'avversario provocandolo con i suoi stessi metodi ed alla fine esce vittorioso, guadagnando l'ammissione alla scuola insieme a Collins secondo classificato, in quanto ha approfittato della situazione per poter giocare con calma al suo ritmo senza essere disturbato da Buster.

### Episodi 27-30
Dopo il primo corso Lotti è ammesso al torneo per semi-professionisti. Se arriverà tra i primi 3 sarà ammesso al secondo corso, quello per i PRO. Nel torneo si trova in gruppo con Victor e Sammy, due esperti e forti giocatori: Victor è addirittura il favorito del torneo. Lotti inizialmente è in difficoltà e con un punteggio di +6 rispetto al par è solo ventitreesimo in classifica, ma grazie al suo impegno ed alla sua volontà di non arrendersi riesce a rimontare, complice anche un cedimento di nervi di Victor. A quel punto, Lotti lo aiuta insegnandogli un piccolo trucco per tenere sotto controllo la tensione, ovvero tenendo la lingua fra i denti ogni volta che effettuerà un colpo, facendolo così tornare in forma (ed attirando le ire di Sammy, che lo rimprovera per aver aiutato il favorito).
La partita rimane quindi indecisa fino all'ultima buca, dove con un finale al cardiopalma vince Victor con un punteggio di -8, mentre Lotti a causa di alcuni errori arriva secondo a -5, a pari merito con Sammy. La sua delusione è grande ma viene subito spazzata via dalla felicità per l'ammissione al corso da Professionista.

### Episodi 31-43
Lotti grazie anche all'interessamento del signor Kenton viene mandato in anticipo al Sennari Golf Club a studiare il percorso e ad allenarsi in previsione del torneo che permetterà di essere ammessi al Circuito Professionistico. Lì conosce il collega ed aspirante geologo Carl, un ragazzo molto gentile che si allena con lui e studia minuziosamente il campo per ricavarne una precisa planimetria. Lotti rimane impressionato da questa attività e decide di fare lo stesso in modo da avere degli appunti strategici utili durante la gara.
Al torneo partecipa anche l'arrogante Hans, che si presenta come il quarto classificato del torneo in cui Lotti era arrivato secondo insieme a Sammy: a suo dire, il terzo posto gli è stato sottratto solo grazie ad una fortuna sfacciata e per questo motivo odia profondamente Lotti. A questo punto, gli altri giocatori mettono in guardia il protagonista perché Hans è famoso per essere disposto a tutto pur di vincere e soprattutto per vendicarsi dell'umiliazione infertagli da Lotti.
La gara inizia ed il primo giorno Lotti si trova in gruppo con Carl, Ugo ed Hans. Quest'ultimo inizia subito a sabotare il gioco di Lotti, spostando ogni volta la sua pallina in punti sfavorevoli senza farsi vedere dai colleghi e prima che venga vista dove è arrivata dopo ogni tiro. Lotti intuisce il gioco sporco di Hans, in quanto sa con certezza che gira continuamente intorno alla sua pallina; dapprima gli lancia delle accuse senza però avere delle prove certe, quindi si vendica con azioni di disturbo e ne nasce una disputa davanti al Commissario di Percorso che ammonisce entrambi e fa capire ad Hans che se continua potrebbe essere squalificato visto che ha dei precedenti per gioco scorretto.
Quando sembra tutto tornato alla normalità Lotti scopre a sorpresa (grazie alla testimonianza di altri giocatori) che uno dei sabotaggi di Hans non era tale, la pallina era in realtà rimbalzata su un ostacolo: mortificato di avere avanzato un'accusa ingiusta, Lotti decide di ritirarsi dal torneo.
È lo stesso Hans, incitato dagli altri, ad andare a fargli cambiare idea dicendogli che le accuse non erano poi così infondate visto che gli aveva effettivamente spostato la pallina in altre occasioni. Grazie a questa rivelazione i due, ora legati da un doppio segreto, si riappacificano e diventano amici, promettendosi di giocare in tranquillità. Entrambi hanno un buon punteggio e sono fiduciosi di rimanere entro il limite imposto per essere ammessi al Circuito Professionistico.
Il giorno successivo Lotti si trova nel gruppo di Victor, contro cui aveva giocato nel torneo precedente, e Sean, un giocatore molto valido. In teoria l'obiettivo finale è solo la qualificazione, ma in breve il torneo diventa una sfida personale e si scatena una competizione serrata. Lotti gradualmente rimonta e costringe Victor a un gioco aggressivo e rischioso per tenere la posizione, ma nonostante questo perde la testa della gara.
Purtroppo all'ultima buca Lotti viene preso dall'agitazione e sbaglia, annullando il suo vantaggio e trovandosi in condizione di fare l'ultimo tiro della partita per arrivare primo a pari merito con Victor, Carl e Sean. La tensione lo porta ad avere le allucinazioni (la buca appare e scompare davanti ai suoi occhi) ma riesce lo stesso a mandare a segno la pallina e terminare a -7 insieme ai tre avversari, vincendo il torneo e diventando un Professionista.

### Episodi 44-47
Qualche tempo dopo c’è il torneo di Barker Town e Lotti gioca in gruppo con Jordan e Charles Kerouac (campione dell'anno prima). Essendo la sua prima partita da PRO, si agita subito ed è protagonista di un inizio stentato ma riesce comunque a tenere il passo degli altri. Calmatosi passa addirittura in vantaggio sui due esperti avversari e conclude la prima giornata a -6, in testa assieme al campione Valentino, che gioca in un altro gruppo.
Nella seconda giornata dopo essere arrivato al fantastico punteggio di -12 inizia ad accusare dei malesseri e a sbagliare ripetutamente (passando a -7 in una sola buca), per poi accorgersi di avere l'influenza. In breve capisce che la causa di tutto è il raffreddamento patito il giorno precedente, quando era caduto per ben due volte dentro l’acqua dei laghetti, giocando poi con i vestiti bagnati. Nonostante la febbre alta Lotti decide comunque di continuare per non perdere l'opportunità di fare un buon punteggio nel suo primo torneo da Pro.
Nella terza giornata Lotti si trova in gruppo con Carl e Lee Travino, Campione del Mondo in carica. Ripresosi dalla febbre, pian piano recupera punti fino ad arrivare alla buca 16 con un punteggio di -7, contro -9 di Travino e -4 di Carl. A fine giornata Lotti fa un Albatross (punteggio di -3 sul par delle buca) e chiude a -11, Karl a -4, Travino a -11. Travino gli dice che apprezza il suo gioco e lo spirito con cui affronta la sfida, quindi lo invita ad andare giocare un torneo in America con lui in futuro.
L'ultimo giorno Lotti arriva alla diciassettesima buca a -17, Valentino a -18 e Travino a -15. Quest'ultimo si chiama fuori dalla lotta per la vittoria in modo da poter continuare con meno pressione psicologica, infatti gioca molto bene e conclude a -16, Lotti arriva a -18 e Valentino sbagliando l'ultimo colpo chiude a -18 anche lui. Si deve quindi andare ad uno spareggio, costituito da un'ulteriore buca.
Valentino sembra partire svantaggiato a causa di un errore nel primo tiro ma anche Lotti sbaglia, per ben due volte. Col primo errore riporta la situazione in parità, col secondo fa finire la palla nel bunker di sabbia mentre Valentino è in una buona posizione.
Quando tutto sembra ormai perduto, Valentino fallisce il colpo decisivo mentre Lotti, a sorpresa, mette in buca direttamente dal bunker con un colpo da maestro lasciando tutti di stucco e vincendo spareggio e torneo. Dopo avere regalato la pallina vincente a Taky inizia i festeggiamenti e si rende conto che tutto questo è solo l'inizio, nel suo futuro c’è il torneo degli U.S. Open in America a St. Andrews.

## Curiosità
- La parola "spaghetti", che Lotti sillaba durante il tiro per migliorare la coordinazione, nell'edizione originale giapponese è “chashumen” che è un tipo di ramen (tagliolini giapponesi) quindi l’adattamento è stato fedele all'originale perché ha mantenuto il concetto di base e il numero di sillabe.
- Il nome del giocatore Valentino non è frutto dell’adattamento Italiano come nel caso di “Lotti” o “Gervaso”, ma è presente identico nell'edizione originale nipponica. Lo si deduce dal fatto che nelle ultime puntate si può notare sul giubbetto del suo caddie la scritta “Varentino” (con la lettera “R” al posto della “L” a causa della traslitterazione fonetica giapponese, che non distingue i due suoni).
- Lee Travino, uno degli avversari di Lotti durante il torneo di Barker Town (ultime quattro puntate) è chiaramente l'alter ego del campione di golf statunitense di origine messicana Lee Trevino. Il personaggio, oltre al nome quasi identico, mostra anche una certa somiglianza con l'atleta e durante il torneo porta un cappellino con disegnato un sombrero, come usava fare il vero Trevino[1].
- Alla fine di ogni puntata è presente un piccolo approfondimento a tema golfistico di un paio di minuti (raccontato da una voce narrante) che può riguardare la tecnica, le regole, i termini tecnici o aneddoti riguardanti la storia di giocatori o campi da golf famosi. Durante la replica di Italia Teen Television del 2004 questi approfondimenti sono stati trasmessi solo fino all'episodio 25.
- La musica di sottofondo degli approfondimenti al termine delle puntate è una porzione strumentale del brano "Hole in One", arrangiato da Tatsushi Umegaki (B6 - quattordicesima traccia dell'album contenente la colonna sonora dell'anime[2], pubblicato da Victor il 21 novembre 1984), la quale è una reinterpretazione e riarrangiamento del brano "Mornin'", traccia 1 dell'album "Jarreau" (1983) del cantante americano Al Jarreau.

## Edizione italiana

### Sigla
- Tutti in campo con Lotti, musica Enzo Draghi, testo di Alinvest, cantata da Manuel De Peppe[3]. Il 45 giri ha venduto circa 10 000 copie in una sola settimana.

### Doppiaggio
Il doppiaggio italiano è stato eseguito presso lo studio Doppler Cinematografica sotto la direzione di Mauro Bosco.
| Personaggio              | Doppiatore originale | Doppiatore italiano   |
| ------------------------ | -------------------- | --------------------- |
| Lotti (Taiyo Mukai)      | Yoku Shioya          | Massimiliano Manfredi |
| Taky                     |                      | Barbara De Bortoli    |
| Sig. Gervaso             |                      | Ugo Bologna           |
| Sammy (Sakamoto)         |                      | Luciano Roffi         |
| Victor                   |                      | Giorgio Locuratolo    |
| Jessie                   |                      | Alessio Cigliano      |
| Kigu                     |                      | Monica Ward           |
| Reginald (Akira Otaguro) | Kazuhiko Inoue       | Massimo Corizza       |
| Caddy                    |                      | Anna Teresa Eugeni    |
| Jordan                   |                      | Roberto Del Giudice   |
| Carl                     |                      | Andrea Ward           |
| Max                      |                      | Fabrizio Vidale       |
| Rudy                     |                      | Fabrizio Manfredi     |
| Charles                  |                      | Fabrizio Temperini    |
| Buster                   |                      | Luciano Marchitiello  |
| Collins                  |                      | Fabrizio Vidale       |
| Hans Jean                |                      | Fabrizio Manfredi     |
| Sig. Kenton              |                      | Mauro Bosco           |
| Narratore                |                      | Claudio De Davide     |